# 量子測量
在量子力學之中，所謂的「測量」需要有較嚴謹的定義，而特別稱之為量子測量。量子测量不同于一般经典力学中的测量，量子测量会对被测量子系统产生影响，比如改变被测量子系统的状态；处于相同状态的量子系统被测量后可能得到完全不同的结果，这些结果符合一定的概率分布。量子测量是量子力学解释体系的核心问题，而量子力学的解释目前还没有统一的结论。

## 量子測量的數學形式
与经典物理中的测量不同，量子测量不是独立于所观测的物理系统而单独存在的，相反，测量本身即是物理系统的一部分，所作的测量会对系统的状态产生干扰。

### 一般形式：量子公设III
量子公设的第三条是对测量下的定义。量子测量可以通过一个测量算符的集合{\displaystyle \{M_{m}\}}来表示，它作用在系统的状态空间上。测量算符{\displaystyle M}的序列号{\displaystyle m}表示测量所得出的不同结果。如果系统在测量前处于状态{\displaystyle |\psi \rangle }，那么测量后得到结果m的概率是：
{\displaystyle p(m)=\langle \psi |M_{m}^{\dagger }M_{m}|\psi \rangle }
测量后系统的状态变为：
{\displaystyle {\frac {M_{m}|\psi \rangle }{\sqrt {\langle \psi |M_{m}^{\dagger }M_{m}|\psi \rangle }}}}
测量算符必须满足以下的完备性条件：
{\displaystyle \sum _{m}M_{m}^{\dagger }M_{m}=I}
上述完备性条件与下式等价，即完备性条件决定了测量得到各个结果的概率和为1：
{\displaystyle 1=\sum _{m}p_{m}=\sum _{m}\langle \psi |M_{m}^{\dagger }M_{m}|\psi \rangle }

### 射影测量
射影测量（projective measurement）是一般形式量子测量的一个特例，即测量算子集合是一组射影算子{\displaystyle \{P_{m}\}}的情况，值得注意的是很多介绍量子力学的书比如Griffiths (2005)只介绍射影测量，这种测量结合量子系统的演化（evolution）与一般形式测量等价。对于射影测量，可以定义可观测量（observable）{\displaystyle M}使得
{\displaystyle M=\sum _{m}mP_{m}}
其中的射影算子{\displaystyle P_{m}}的定义为：
{\displaystyle P\equiv \sum _{i=1}^{k}|i\rangle \langle i|}
{\displaystyle \{|i\rangle \}}构成被测量子系统状态空间的某个子空间{\displaystyle W}的一组基向量，射影算子{\displaystyle P}可以将一个状态向量投影到该子空间{\displaystyle W}，因此得名射影算子。显然射影算子有以下性质：
{\displaystyle P_{m}^{\dagger }P_{m}=P_{m}^{2}=P_{m}}
于是射影测量测得结果{\displaystyle m}的概率为：
{\displaystyle p(m)=\langle \psi |P_{m}|\psi \rangle }
测量后量子系统的状态为
{\displaystyle |\psi ^{'}\rangle ={\frac {P_{m}|\psi \rangle }{\sqrt {p(m)}}}}
射影测量的结果的平均值一般计为：
{\displaystyle {\begin{aligned}\langle M\rangle &=\sum _{m}mp(m)\\&=\langle \psi |(\sum _{m}mP_{m})|\psi \rangle \\&=\langle \psi |M|\psi \rangle \end{aligned}}}

### 示例
一个量子比特{\displaystyle |\psi \rangle =a|0\rangle +b|1\rangle }被{\displaystyle \{M_{m}\}=\{M_{0},M_{1}\}}测量，所谓量子比特可以认为是一个二维量子系统的状态，比如一个光子的极化状态。
{\displaystyle M_{0}=|0\rangle \langle 0|;M_{0}^{\dagger }M_{0}=M_{0}}
{\displaystyle M_{1}=|1\rangle \langle 1|;M_{1}^{\dagger }M_{1}=M_{1}}
{\displaystyle I=|0\rangle \langle 0|+|1\rangle \langle 1|={\begin{bmatrix}1&0\\0&1\end{bmatrix}}}
{\displaystyle p(0)=\langle \psi |M_{0}^{\dagger }M_{0}|\psi \rangle =\langle \psi |M_{0}|\psi \rangle =\langle \psi |0\rangle \langle 0|\psi \rangle =|a|^{2}}
{\displaystyle p(1)=|b|^{2}}
测量得到0和1的概率分别是{\displaystyle |a|^{2}}和{\displaystyle |b|^{2}}，而
{\displaystyle 1=\langle \psi |\psi \rangle =|a|^{2}+|b|^{2}}
即概率和为1
{\displaystyle {\frac {M_{0}|\psi \rangle }{|a|}}={\frac {a}{|a|}}|0\rangle }
{\displaystyle {\frac {M_{1}|\psi \rangle }{|b|}}={\frac {b}{|b|}}|1\rangle }
可以发现测量后，系统的状态要么变成{\displaystyle {\frac {a}{|a|}}|0\rangle }要么变成{\displaystyle {\frac {b}{|b|}}|1\rangle }，而对于量子力学来说，量子状态的相位是没有意义的，因而系统的状态在测量之后不是{\displaystyle |0\rangle }就是{\displaystyle |1\rangle }，即投影到了基向量{\displaystyle |0\rangle }或{\displaystyle |1\rangle }构成的状态空间中去，显然{\displaystyle {|0\rangle }}或{\displaystyle |1\rangle }只能构成一个一维状态空间。
一般来讲测量不是幺正算符，而是从系统里获取信息的一个过程。

### 可測量的量值（「物理量」）作為算符
量子力學中，可觀測量在數學上常以厄米算符（Hermitian）或自伴算符來表示。此算符的本徵值集合代表測量可能結果的集合。對於每個本徵值而言，存在有一個對應的本徵態（或本徵向量），其為系統在測量之後的狀態。這種表徵具有一些特質：
1. 厄米矩陣的本徵值是實數。一個測量的可能結果恰好是給定的可觀測量的本徵值。
2. 一個厄米矩陣可以么正式地對角化（參見譜定理（Spectral theorem）），產生了本徵向量的一組正交歸一基，可以架構出系統的態空間。一般來說，系統的狀態可以寫為任何厄米算符的線性組合。如此在物理上的意義即為任何狀態可以表示為一可觀測量其本徵態的疊加。

重要的例子有：
- 哈密頓算符，代表系統的總能量；非相對論性的特例為：{\displaystyle {\hat {H}}={{\hat {p}}^{2} \over 2m}+V({\hat {x}})}.
- 動量算符：{\displaystyle {\hat {p}}={\hbar  \over i}{\partial  \over \partial x}}（以位置基底表示。）
- 位置算符：{\displaystyle {\hat {x}}={-\hbar  \over i}{\partial  \over \partial p}}（以動量基底表示。）

算符可以是非對易性（或稱非交換性）的。在有限維度的例子，如果兩個厄米算符擁有相同的歸一化的本徵向量集合，則它們可以對易。非對易的兩個可觀測量被稱為「不相容」（incompatible）而無法同時測量。比較知名的例子是位置與動量，也可以透過海森堡不確定原理來描述。

## 量子測量的哲學議題

### 什麼樣的物理交互作用構成測量？
在量子去相干於二十世紀末出現之前，量子力學及哥本哈根詮釋一直存在一個重大的觀念性問題。那就是沒有一個明確的準則來判別怎樣的物理交互作用屬於「測量」並且會造成波函數崩潰。薛丁格的貓即是最好的例子。現在，對於弱測量的了解以及什麼程度的交互作用或測量足以摧毀量子相干性有了定量的分析，因此在量子去相干理論的架構下，一些問題已經可以被理解。但對於構成測量的一些面向，物理學家仍然沒有一致的認同。

### 測量是否真的決定狀態？
測量是否決定一個狀態在不同的量子詮釋下有不同的答案。(這也與對波函數崩潰的理解有很大的關聯。)舉例來說，在哥本哈根詮釋大多數的版本中，測量會決定一個系統的狀態，並且在測量後系統的態一定是測量中得到的。但根據多世界詮釋，測量在不同的世界有不同的結果，所以測量後其他的可能狀態仍然存於不同的世界中。

### 測量過程是隨機的或是決定性的？
一般一致認為量子力學的測量顯現出隨機的特性，但這究竟是本質上的隨機，或只是看似隨機，則仍然沒有定論。量子力學背後可能存在隱變數理論，以決定性的方式，在特定的安排方式下，使實驗結果看似隨機。隱變數理論如果存在，將會是「非定域性的」。這仍是熱門的研究領域之一。

### 測量過程是否違反定域性原理?
定域性原理要求任何資訊皆不能以超越光速的速度傳遞(詳見狹義相對論)。實驗上我們知道，如果量子力學是決定性的(藉由隱變數理論)，那麼它必須是非定域性的，因此違反定域性原理(詳見貝爾定理、EPR佯謬)。然而，物理學家對於量子力學是非決定性、非定域性或著兩者皆是，仍然沒有定論。

## 外部連結
- 史丹福大學哲學資料庫——量子理論中的測量 （页面存档备份，存于）